# ريناتا من لورين
ريناتا من لورين (بالألمانية: Renata von Lothringen)‏ (20 أبريل 1544 - 22 مايو 1602) كانت دوقة بافاريا بزواجها من فيلهلم الخامس، دوق بافاريا، هي أبنة فرانسوا الأول، دوق لورين وكريستينا من الدنمارك أبنة شقيقة كارلوس الخامس.